# 杜祖悦
杜祖悦（463年—524年7月30日），字仕豁，京兆郡山北县（今陕西省西安市长安区）人，北魏官员。

## 生平
杜祖悦虚龄十八岁时，出任大将军刘昶府参军事，后升任员外散骑侍郎，司空清河王元怿府骑兵参军，后出任南秦州长史，兼任天水郡太守。当时仇池郡的少数民族反叛，刺史曹敬以杜祖悦是雍州望族，在熙平年间表荐杜祖悦为仇池郡太守。杜祖悦单人匹马上任，仇池百姓都服从杜祖悦。神龟二年（519年），杜祖悦出任徐州刺史安丰王元延明的谘议参军事，后来杜祖悦加镇远将军，出任太尉汝南王元悦府谘议参军事。正光五年岁次寿星六月十四日（524年7月30日），杜祖悦因病在洛阳劝学里去世，十一月远旬葬于雍州京兆郡山北县鸿固乡畴贵里。

## 家庭

### 七世祖
- 杜预，西晋丞相、司隶校尉、尚书仆射[1]

### 六世祖
- 杜尹，前秦材冠将军、梁州刺史[1]

### 祖父
- 杜冲，北魏中书博士[1]

### 父亲
- 杜洪太，北魏中书博士、给事中、宁朔将军、五郡太守、行南徐州事[1]

### 兄弟
- 杜颙，西魏征西将军、金紫光禄大夫、雍州刺史、安平武公

### 子女
- 杜长文，东魏安西将军、光禄大夫、始平伯
- 杜子达，第四子，北齐骠骑大将军、博陵郡太守